# Many Glacier Campground Camptender's Cabin
La Many Glacier Campground Camptender's Cabin est une cabane américaine située dans le comté de Glacier, dans le Montana. Construite dans le style rustique du National Park Service au sein du parc national de Glacier vers 1934, elle est inscrite au Registre national des lieux historiques depuis le 19 janvier 1996.